# Müge Ocakçı
Müge Ocakçı est une joueuse de volley-ball turque née le 23 février 1991 à İstanbul. Elle mesure 1,76 m et joue au poste de libero. 

## Clubs
| Club                            | De        | À         |
| ------------------------------- | --------- | --------- |
| Eczacıbaşı İstanbul             | 1997-1998 | 2000-2001 |
| FMV Işık Spor                   | 2001-2002 | 2004-2005 |
| Koç İ.Ö.O.                      | 2005-2006 | 2009-2010 |
| Kocaeli BŞB Kağıtspor           | 2010-2011 | 2010-2011 |
| Rota Koleji İzmir               | 2011-2012 | 2011-2012 |
| Çanakkale Belediye              | 2012-2013 | 2013-2014 |
| Bartın Polisgücü                | 2014-2015 | 2014-2015 |
| Balıkesir BBSK                  | jan 2015  | mai 2015  |
| Yeşilyurt İstanbul              | 2016-2017 | 2016-2017 |
| Balıkesir DSİ Spor              | jan 2018  | mai 2018  |
| Salihli Belediyespor            | 2018-2019 | 2018-2019 |
| Küçükyalı Yelken ve Spor Kulübü | 2019-2020 | …         |